# Siip (アルバム)
『Siip』（シープ）は、日本のシンガーソングクリエイター・Siipの1作目のアルバム。2021年10月27日にユニバーサルミュージック内のレーベル・EMI Recordsより発売された。

## 概要
2020年12月24日、突如としてリリースされたデビューシングル「Cuz I」、2021年2月12日にまたもや突如リリースされた「2」、そして、同年6月25日にリリースされた3rdシングル「πανσπερμία」に加え「saga」「Walhalla」「来世でも」「オドレテル」「scenario」の新曲5曲で構成された自身初となるアルバム。
本アルバムのミックスエンジニアとして、Chris Galland（Overseen by Manny Marroquin）とDelbert Bowersが参加している。Chris Gallandは、リゾ、24kGoldn、ハイム、ケイティ・ペリー、セレーナ・ゴメス、チャーリー・プース、カミラ・カベロ、アリゾナ・ザーヴァス等の楽曲のミキシングを手がけている。
6月25日、3rdシングル「πανσπερμία」リリースと共に、公式SNSにアルバムの公式サイトのURLが公開された。
10月27日、アルバムリリースと共に、アルバムのトレーラー映像が公式YouTubeチャンネルにて公開された。また同日、SiipのTwitterにある座標軸が投稿された。座標軸は、東京・渋谷を指しており、そこではステンシルによるスプレーで描かれたSiipのロゴを模したストリート・グラフィティアートを見ることができた。また、グラフィティの足元には、黒いインクが垂れており、羊の足跡が描かれた。グラフィティ横のQRコードを読み込むと「I'M WAITING HERE THE PLACE ONLY YOU KNOW.」というメッセージが表示された。この場所は、ファンの聖地となり、日々巡礼が行われた。
10月30日22時より、スペシャルライブ「Siip "The first saga 〜Cuz I & 2〜"」が、公式YouTubeチャンネルにて開催された。本映像は、一夜限りのプレミア公開であり、シークレットのQRコードから、特設サイトにアクセスすることで、期間限定で閲覧することができた。2022年12月24日には、本映像が「Siip "The first saga 〜Cuz I & 2〜" Replay for a limited time」として、公式YouTubeチャンネルにて公開された。

## リリース
2021年9月28日、トラックリストが公開された。本アルバムは、完全生産限定BOXと通常盤の2形態で発売された。全形態共通で「Cuz I」「2」「πανσπερμία」ミュージックビデオが収録されたBlu-rayに加え、タロットカード8枚セットが同梱される。
また、完全生産限定BOXには、3種類のグッズが付属する。グッズは、すべてSiipの楽曲、ミュージックビデオと統一された世界観から作られており、Siipの存在そのものを象徴するステンシルロゴをLPサイズのシートにした「Large size Siip stencil sheet」、1stシングル「Cuz I」ミュージックビデオの世界観から考案された「Candle & holder by "Cuz I"」、カジュアルな中にもフォーマル感を大切にするSiipの精神性から作られた「Siip style long sleeves wear」が同梱する。
| 形態                        | パッケージ           | 規格                            | 規格品番   |
| --------------------------- | -------------------- | ------------------------------- | ---------- |
| 完全生産限定BOX＜LPサイズ＞ | 三方背ジャケット仕様 | CD+Blu-ray+タロットカード+GOODS | UPCH-29405 |
| 通常盤                      | 三方背ジャケット仕様 | CD+Blu-ray+タロットカード       | UPCH-20590 |

また、本アルバムはチェーン別の購入特典も用意された。
| 対象店舗                       | 特典内容                   |
| ------------------------------ | -------------------------- |
| ユニバーサルミュージックストア | オリジナルアクリルチャーム |
| amazon                         | メガジャケ                 |

## 収録内容
| 全作詞・作曲: Siip。 |                |       |            |      |
| #                    | タイトル       | 作詞  | 作曲・編曲 | 時間 |
| 1.                   | 「saga」       | Siip  | Siip       | 1:17 |
| 2.                   | 「πανσπερμία」 | Siip  | Siip       | 4:58 |
| 3.                   | 「Cuz I」      | Siip  | Siip       | 3:47 |
| 4.                   | 「2」          | Siip  | Siip       | 3:21 |
| 5.                   | 「Walhalla」   | Siip  | Siip       | 3:19 |
| 6.                   | 「来世でも」   | Siip  | Siip       | 2:23 |
| 7.                   | 「オドレテル」 | Siip  | Siip       | 4:55 |
| 8.                   | 「scenario」   | Siip  | Siip       | 5:27 |
| 合計時間:            | 合計時間:      | 29:27 |            |      |

| #  | タイトル       | 作詞 | 作曲・編曲 | 監督                              |
| -- | -------------- | ---- | ---------- | --------------------------------- |
| 1. | 「Cuz I」      |      |            | YaungTa o（BOAT）、Takaaki Fujise |
| 2. | 「2」          |      |            | タダカイ                          |
| 3. | 「πανσπερμία」 |      |            | 平野文子（THROUGH.）              |

## 楽曲解説
アルバムを通して、生命、輪廻、歴史、運命、時代、世界創生、人類の誕生、嘆きや争い、愛おしさ、醜さや諦念など、非常に大きなスケールをテーマに、8つの楽曲がDAW（デジタル・オーディオ・ワークステーション）によるエレクトロニックかつシンフォニックなサウンドデザインで、俯瞰的に、そして時には独白として語られていく。
saga
神話的物語を想起させるプロローグ的インストゥルメンタル。タイトル「saga」は「大河小説（サガ）」を意味し、壮大な宇宙の星の瞬きを思わせるSEの最後に、原初の人の声を想起させる第一声だけが響く、アルバムのイントロダクションとなる、スペーシーかつさざ波のようなサウンドスケッチ。
πανσπερμία
2021年6月25日にリリースされた作品番号・Sp.003。物語の "エピソード1" にあたる「Cuz I」、"エピソード2" にあたる「2」と連なる、"エピソード0" に位置づけられる。タイトル「πανσπερμία」は、ギリシャ語で宇宙起源論の一つ「宇宙汎種説（地球の最初の生命は宇宙からもたらされたという説）」を表す言葉「パンスペルミア（英: Panspermia）」。ストリーミングサービスでは「Panspermia」と英語で表記される。
ハイトーンの歌声と電子音のサウンドスケープから始まり、ギターやストリングスなどの音色が重なり合っていく。バースとコーラスの繰り返しからなる、ポップミュージックの一般的な構成とは一線を画する作りになっており、約5分の曲の中で、メロディ、アレンジが次々と展開されてゆく。曲後半では、激しいビートが導入され、ドラマティックな音風景に至る。そういった曲調自体が「生命の起源」というモチーフともリンクしている。
ミュージックビデオでは、冒頭、偶像であるSiipが司祭のような出で立ちで実体化し、世界へ向けて水のような概念を溢れ落とす。繭のようであり、卵のような物体が垣間見え、女性が誕生する。水中をたゆたい、舞い踊る。彼女の手から一筋の光が輝き、そして指先からは暗闇が生まれる。映像は、"エピソード1"「Cuz I」、"エピソード2"「2」へと可視化され、まるで映画のように物語は続いていく。
Cuz I
2020年12月24日にリリースされた作品番号・Sp.001。
一度聴いたら頭から離れない、ソウルフルで中毒性の高い革新的ポップミュージック。心を打つ清らかなるメロディ、時代感伴うオルタナティヴR&Bを感じさせる次世代ビートセンス、引き算（禅）の美学を感じる研ぎ澄まされた楽曲構成、謎めいた感情が散りばめられた繊細でもの悲しくも、意志の強さを感じるファルセットが印象的で、洗練された自由度を持ち、上品で高貴な戯れ感、匿名性がありながらも清濁併せ吞む度量の広さを感じる強度の高い、ポップかつアバンギャルドな作品に仕上がっている。
ミュージックビデオでは、まるで流刑地のような何もない廃墟で、若い男女が粗末な食事をしている。しかし、食べているのがりんごであることから、このふたりが最初の人類であるようにも思える。また、無機物なのに、胎内にミルクのような液体だけが増減する羊に見える硝子の何かは、Siipというアーティストの化身のようにも見ることができる。
2
2021年2月12日にリリースされた作品番号・Sp.002。
高低差のある声のミックスから、複数の人格が窺える歌い出しから始まり、打ち込みではありつつエディットされたドラムやベースが加わり、いわゆるバンドアンサンブルにも聴こえるアレンジに変化する。後半には、ビートがバグを起こしたかのようなドラムンベースが挟まれ、ジャンルに縛られることのないアレンジが意図されているようにも捉えることができる。
オルタナティヴ・ロックを取り入れたパワフルなギターやリズムの音像、畝り続けるベースの響き、シンセサイザーによるトリッキーなノイズトリートメント、オクターブ下の奇妙な機械ボイスなど、トラックと歌声がファンタスティックに融合する魔法めいた構築センスや、ゴスペルを思わせる耳に残るメロディが、繊細なる物語を具現化していく。
ミュージックビデオでは、偶像としてホーリーな出で立ちで教会に降臨するSiipが、街を見下ろし俯瞰の視点から燃えさかる青い炎を見届ける。
Walhalla
北欧神話における主神オーディンの宮殿・ヴァルハラからタイトルがとられたアグレッシブな一曲。クラシカルにして重厚なストリングスを取り入れ、中世の鍵盤楽器・ハープシコードを想起させるバロック音楽的な旋律と勇壮なリズムに乗せ、ラグナロク（終末の日）へと向かう激情を駆り立てる戦乱と宴の日々が描かれている。オペラのような歌唱で、多層的なコーラスを重ねることで、ドラマティックな盛り上がりを作っている。歌詞には〈ほら、朝目が覚めて 戦いに敗れても 夜になればまた宴となる〉と、終わりない戦いの日々を繰り返す剣士たちの魂の叫びが綴られる。
2025年5月14日20時に、本楽曲のミュージックビデオが公式YouTubeチャンネルにて公開された。原曲からアレンジが加えられており、Siip本人は顔のみの出演となっている。
来世でも
日本語の響きを生かした心地よいフロウと共に、ピュアな性愛の在り方や生命の循環、輪廻転生を歌った現代のR&Bやトラップにも近い、賛美歌のように美しいラブソング。
オドレテル
エレクトリックピアノの温かみのあるアンビエンスがモダンなポップソングの聴感を与え「Cuz I」で提示された現代的な問題が共振するようなテーマを持つ「怒り」から生まれたロックチューン。怒声のような歌唱から、限界まで高いキーに振り切り、ジェンダーが行き来するように途切れがちなか細い声まで、人格が目まぐるしく変化するヴォーカリゼーションを聴くことができる。
scenario
「人類史の大河小説に結末があるのか」という問いに対し、むしろ運命に翻弄される我々人間すべてに当てはまるような、何度も分断と和解を繰り返すことを半ば諦め、しかし絶望的な状況を何度も乗り越えてきた歴史も認める。繰り返される人間の営為をあらかじめ決められたシナリオと仮定する、世界の創生者のような視点に立った主人公の独白を歌う一曲。